# Bataille de Truong Sa
Guerre du Viêt Nam,
Campagne Hô-Chi-Minh
Batailles
La bataille de Truong Sa ou campagne de la Mer de l'Est (en vietnamien : Chiến dịch Trường Sa và các đảo trên Biển Đông) est une bataille navale et terrestre ayant opposé la marine du Sud-Viêt Nam à la marine du Nord-Viêt Nam du 9 au 29 avril 1975, un jour avant la chute de Saigon, la capitale sud-vietnamienne. Cette bataille avait pour but pour les Nord-Vietnamiens de prendre le contrôle des Îles Spratleys (Truong Sa en vietnamien) en mer de Chine méridionale qui appartenaient auparavant aux Sud-Vietnamiens, attaque lancée dans le cadre de la campagne Hô-Chi-Minh. Même si elles n'auraient aucun effet significatif sur le résultat final de la guerre, la capture des îles Spratleys en mer de Chine méridionale par la marine populaire vietnamienne et le Việt Cộng permettrait à la République démocratique du Viêt Nam d'affirmer sa souveraineté sur divers groupes d'îles après la réunification du pays en 1976.

## Contexte historique
Dès le début des années 1970, les îles étaient déjà sources de discorde entre les Philippines, la Malaisie, la Chine, Taïwan et le Sud-Viêt Nam. En 1975, elles sont occupées par l'ARVN qui en expulse les soldats philippins. L'armée philippine, alors alliée de circonstance avec les Sud-Vietnamiens dans le cadre de la guerre du Viêt Nam planifie de les reprendre mais le projet est abandonné à la suite de l'installation de puissantes défenses sud-vietnamiennes sur Southwest Cay. Les îles deviennent alors la cible principale de la marine populaire nord-vietnamienne.
Planifiée deux mois à l'avance, les Nord-Vietnamiens mobilisent près de 2 000 hommes pour l'opération.

## Déroulement de la bataille
Elle voit la victoire rapide des troupes nord-vietnamiennes, qui s'empare de l'île de Phu Quy, de l'archipel de Con Dao et, parmi les Spratleys, de Southwest Cay et Sand Cay, sans rencontrer de véritable résistance (les garnisons de l'ARVN n'ayant pas été placées en état d'alerte à propos des mouvements du Nord) et libérant les prisonniers de guerre nord-vietnamiens retenus sur les îles. La majorité des troupes de l'ARVN était occupée à défendre Saigon contre l'offensive finale du Nord-Viêt Nam sur la ville. Les pertes nord-vietnamiennes s'élèvent à 2 tués et 8 blessés et celles du Sud-Viêt Nam à 113 tués, 74 blessés et 557 prisonniers selon les autorités nord-vietnamiennes. Les sudistes laissent sur place une quantité importante d'armes, de munitions et une vingtaine d'avions, revenant aux mains des communistes.
Le 2 mai 1975, les Nord-Vietnamiens installent des positions défensives reposant sur un système de tranchées afin de défendre les îles face une possible contre-attaque américaine ou sudiste, contre-attaque qui n'aura pas lieu étant donné le retrait américain (Opération Frequent Wind) et la chute imminente de Saigon, capitale du sud.

## Conséquences
Après la fin de la guerre du Viêt Nam et la réunification du pays en 1976, les îles Spratleys resteront un sujet de convoitises, principalement entre le Viêt Nam et la Chine.